# Kirkkosaari (ö i Norra Österbotten, Uleåborg, lat 64,81, long 26,00)
Kirkkosaari (finska: Muhossaari) är en halvö i Finland. Den ligger i sjön Muhoslampi och i kommunen Muhos i den ekonomiska regionen  Uleåborgs ekonomiska region  och landskapet Norra Österbotten, i den centrala delen av landet, 500 km norr om huvudstaden Helsingfors.